# Decatur (Wisconsin)
Decatur es un pueblo ubicado en el condado de Green en el estado estadounidense de Wisconsin. En el Censo de 2010 tenía una población de 1767 habitantes y una densidad poblacional de 19,84 personas por km².

## Geografía
Decatur se encuentra ubicado en las coordenadas 42°38′39″N 89°25′40″O / 42.64417, -89.42778. Según la Oficina del Censo de los Estados Unidos, Decatur tiene una superficie total de 89,04 km², de la cual 88,55 km² corresponden a tierra firme y (0,55%) 0,49 km² es agua.

## Demografía
Según el censo de 2010, había 1.767 personas residiendo en Decatur. La densidad de población era de 19,84 hab./km². De los 1767 habitantes, Decatur estaba compuesto por el 97,45% blancos, el 0,17% eran afroamericanos, el 0,17% eran amerindios, el 0,85% eran asiáticos, el 0% eran isleños del Pacífico, el 0,85% eran de otras razas y el 0,51% pertenecían a dos o más razas. Del total de la población el 1.7% eran hispanos o latinos de cualquier raza.